# Pleurotomella deliciosa
Pleurotomella deliciosa é uma espécie de gastrópode do gênero Pleurotomella, pertencente a família Raphitomidae.